# رد بول ریسینگ آربی۱۵
رد بول آربی۱۵ (انگلیسی: Red Bull RB15) یک خودروی مسابقه‌ای فرمول یک است که جهت شرکت در مسابقات فرمول یک قهرمانی جهان فصل ۲۰۱۹ توسط رد بول ریسینگ طراحی و ساخته‌شده‌است. پیر گاسلی که پس از انتقال دنیل ریکاردو به تیم رنو به‌عنوان جایگزین او به رد بول پیوسته‌بود، دیگر راننده‌ای بود که در کنار ماکس فرستاپن با این خودرو رانندگی می‌کرد. با این حال، پس از جایزه بزرگ مجارستان ۲۰۱۹ اعلام شد که الکساندر آلبون برای باقی فصل جایگزین گاسلی خواهد شد. خودروی آربی۱۵ اولین خودروی ساخت رد بول ریسینگ است که از موتور هوندا بهره‌مند است. این خودرو برای اولین بار در جایزه بزرگ استرالیا ۲۰۱۹ رونمایی شد. با پیروزی ماکس فرستاپن در جایزه بزرگ اتریش ۲۰۱۹، خودروی آربی۱۵ به اولین خودروی مجهز به موتور هوندا بدل شد که از زمان پیروزی جنسون باتن در جایزه بزرگ مجارستان ۲۰۰۶ با خودروی هوندا آرای۱۰۶، موفق به کسب پیروزی در یک مسابقهٔ فرمول یک می‌شد.

## نتایج کامل در فرمول یک
(کلید) (مسابقاتی که به‌صورت پررنگ نوشته شده‌اند نشانگر پول پوزیشن، و مسابقاتی که به‌صورت ایتالیک نوشته شده‌اند نشانگر سریع‌ترین دور هستند)
| سال  | شرکت‌کننده                  | موتور | تایر | رانندگان       | گراند پری | گراند پری | گراند پری | گراند پری | گراند پری | گراند پری | گراند پری | گراند پری | گراند پری | گراند پری | گراند پری | گراند پری | گراند پری | گراند پری | گراند پری | گراند پری | گراند پری | گراند پری | گراند پری | گراند پری | گراند پری | امتیاز | قهرمانی سازندگان |
| سال  | شرکت‌کننده                  | موتور | تایر | رانندگان       | استرالیا  | بحرین     | چین       | آذربایجان | اسپانیا   | موناکو    | کانادا    | فرانسه    | اتریش     | بریتانیا  | آلمان     | مجارستان  | بلژیک     | ایتالیا   | سنگاپور   | روسیه     | ژاپن      | مکزیک     | آمریکا    | برزیل     | ابوظبی    | امتیاز | قهرمانی سازندگان |
| ---- | -------------------------- | ----- | ---- | -------------- | --------- | --------- | --------- | --------- | --------- | --------- | --------- | --------- | --------- | --------- | --------- | --------- | --------- | --------- | --------- | --------- | --------- | --------- | --------- | --------- | --------- | ------ | ---------------- |
| ۲۰۱۹ | استون مارتین رد بول ریسینگ | هوندا | P    | پیر گاسلی      | ۱۱        | ۸         | ۶         | ب.        | ۶         | ۵         | ۸         | ۱۰        | ۷         | ۴         | ۱۴†       | ۶         |           |           |           |           |           |           |           |           |           | ۳۰۱*   | سوم*             |
| ۲۰۱۹ | استون مارتین رد بول ریسینگ | هوندا | P    | الکساندر آلبون |           |           |           |           |           |           |           |           |           |           |           |           | ۵         | ۶         | ۶         | ۵         |           |           |           |           |           | ۳۰۱*   | سوم*             |
| ۲۰۱۹ | استون مارتین رد بول ریسینگ | هوندا | P    | ماکس فرستاپن   | ۳         | ۴         | ۴         | ۴         | ۳         | ۴         | ۵         | ۴         | ۱         | ۵         | ۱         | ۲         | ب.        | ۸         | ۳         | ۴         |           |           |           |           |           | ۳۰۱*   | سوم*             |

* فصل هنوز در جریان است

† راننده مسابقه را به پایان نرسانده‌است، اما با توجه به اینکه بیش از ۹۰٪ از مجموع مسافت مسابقه را طی کرده‌است، در رده‌بندی پایان مسابقه قرار گرفته‌است.